# Кобак Едвард Федорович
Едвард Федорович Кобак (нар. 22 квітня 2002, Мукачево, Закарпатська область, Україна) — український футболіст, правий вінгер.

## Клубна кар'єра
Займатися футболом Едвард почав у футбольній школі дніпровського ДВУФК 2014 року, а в 2016 перейшов до академії «Дніпра». Після вильоту клубу до Другої ліги, у 16-річному віці Кобак дебютував у складі основної команди, вийшовши на заміну в матчі проти «Металіста 1925» (поразка 0:3). 25 травня 2018 у матчі проти «Нікополя» відзначився дебютним голом і дебютною жовтою карткою в дорослій кар'єрі; за підсумками сезону 2017/18 став наймололодшим гравцем, який отримав жовту картку і забив гол в ПФЛ.
Влітку 2018 перейшов до академії донецького «Шахтаря». Після виступів за команди різних вікових категорій, 27 липня 2021 на правах оренди перейшов до складу «Миная».

## Виступи за збірну
Протягом 2018–2019 років виступав у складі юнацької збірної України U-17.